# 畠山有希
畠山 有希（はたけやま ゆき、1996年9月29日 - ）は、日本の女性シンガーソングライター、モデル。身長160cm。

## 来歴
2018年5月より仙台放送で放送されているあらあらかしこのあらかしガールズに選ばれ出演。
2019年8月10日、令和を代表するシンガーを発掘するオーディションNEXT STAR COLLECTIONにてグランプリを獲得し2020年11月27日に歌手デビュー。

## 人物
趣味は映画鑑賞と温泉巡り。
学生時代からミスコンに参加や撮影会をするなど精力的に活動。

## ライブ
- 畠山有希 1st One Man LIVE【My Way】 （仙台enn 3rd、2021年8月15日）
- 2nd OneMan LIVE Candy Collection（仙台Rensa、2022年5月5日）

## 出演

### テレビ
- あらあらかしこ（2018年5月 - 、仙台放送）

### ラジオ
- 畠山有希のずっと一緒がいい（2025年4月10日 - 、ラジオ3）

### CM
- bivi仙台駅東口
- ドクターサーチみやぎ
- 七十七銀行（2021年）[6]
- 三菱電機 ズバ暖（2021年）[7]
- キットカット (2023年)

## 楽曲
- 恋文（2020年11月27日）
- BFF（2021年9月19日）
- for you（2021年9月29日）
- My Way（2021年10月27日）
- Christmas Night（2021年12月25日）
- 花火（2022年8月31日）
- My Way（2022年11月15日）
- We Can Do It（2022年11月15日）
- SUNNY（2022年11月15日）
- Christmas Night（2022年11月15日）
- Candy Collection（2022年11月16日）
- for you（2022年12月6日）
- 恋人なんていらないの（2023年6月28日）
- I'm in love（2023年6月28日）